# Briefe aus meiner Mühle

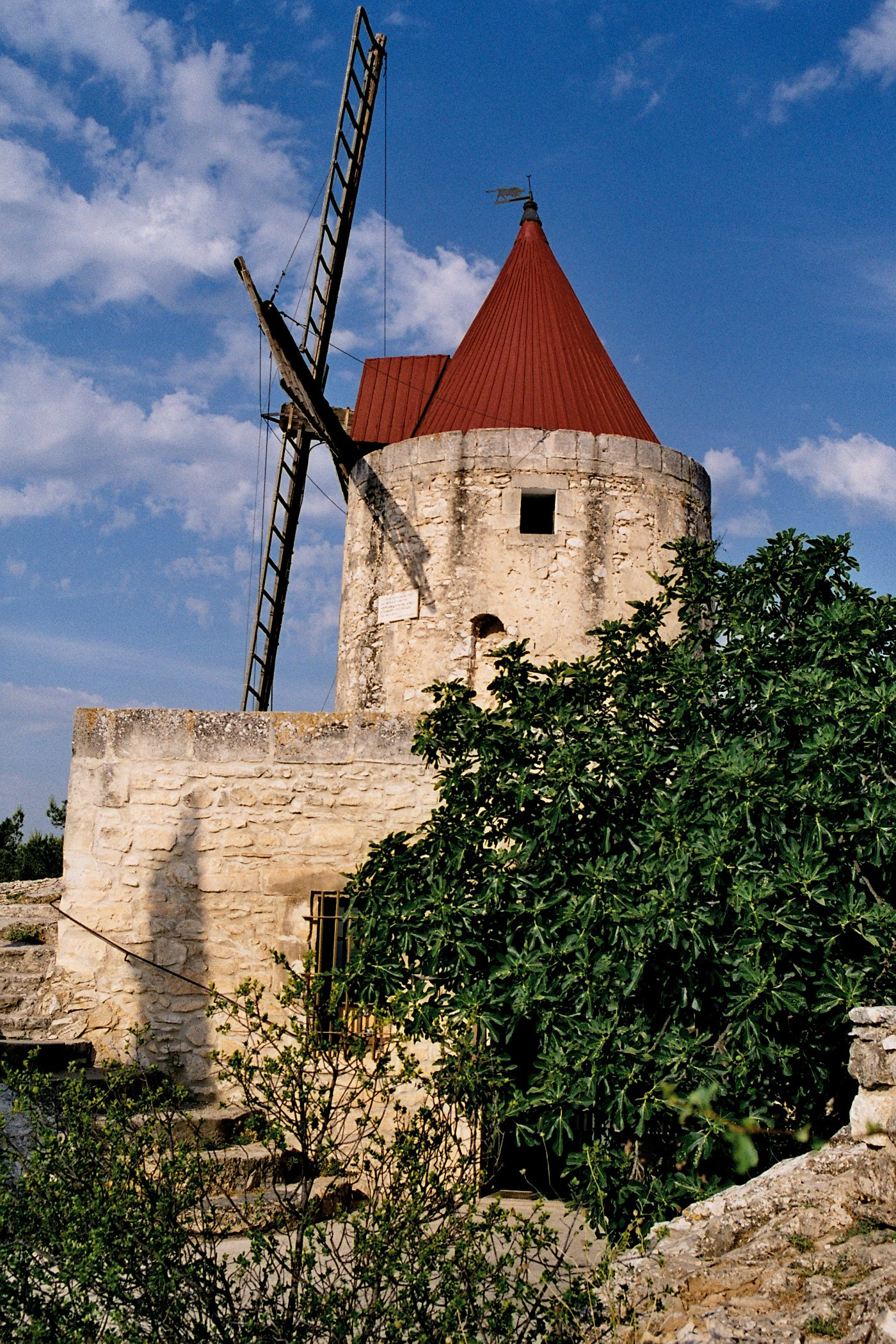
Moulin Alphonse Daudet (ursprünglich Moulin Ribet oder Moulin Saint Pierre) südlich von Fontvieille

Briefe aus meiner Mühle (franz. Lettres de mon Moulin) ist eine Sammlung von Erzählungen des französischen Schriftstellers Alphonse Daudet (1840–1897), die 1869 erstmals in Buchform veröffentlicht wurde.

## Entstehungsgeschichte
Die ersten zwölf Briefe erschienen von August bis November 1866 in der Zeitung L’Evénement; weitere Erzählungen folgten von Oktober 1868 bis Oktober 1869 in Le Figaro. Die erste Buchausgabe mit einigen Änderungen wurde Ende 1869 im Hetzel-Verlag veröffentlicht. In die endgültige Ausgabe von 1879 wurden weitere sechs Erzählungen aufgenommen.
Einige der Briefe entstanden in Zusammenarbeit mit Paul Arène. Der Journalist und Autor Octave Mirbeau beschuldigte Daudet deswegen des Plagiats, doch Arène selbst wies alle Vorwürfe und Zweifel an der Urheberschaft Daudets zurück: „Deine Mühle! denn die Mühle gehört Dir, unbestritten, und wenn wir auch zu zweit den Kaufvertrag aufgesetzt haben […].“ Die ersten Briefe waren unter dem Pseudonym „Marie-Gaston“ erschienen (Gaston für Paul Arène), erst ab dem sechsten Brief unterzeichnete Daudet mit seinem Namen.

## Inhalt

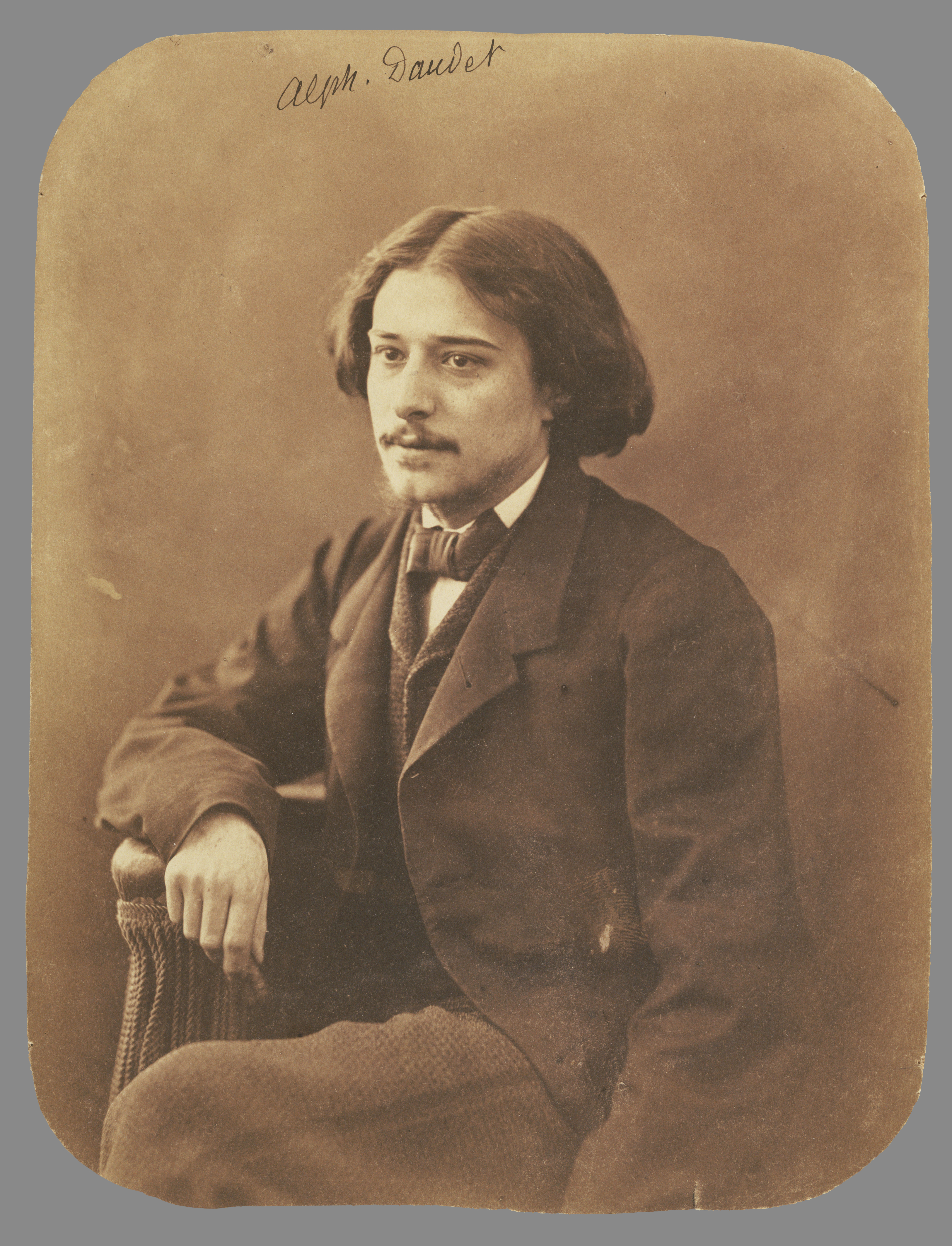
Alphonse Daudet (1865)

Zu Beginn des Buches schildert Daudet seinen Einzug in die seit mehr als zwanzig Jahren verlassene Wind- und Getreidemühle im Rhonetal „mitten im Herzen der Provence“. Von dort richtet er seine Briefe an die Leser im „lärmenden, schwarzen“ Paris. Drei Erzählungen spielen in Algerien, wo Daudet den Winter 1861/62 verbracht hatte. In zwei Briefen verarbeitet er die Eindrücke und Erinnerungen an seinen Aufenthalt auf Korsika im darauffolgenden Jahr; der Schauplatz der übrigen Geschichten ist die Provence. Daudet schildert heiter-ironische Alltagsbegebenheiten (Die Alten), provençalische Schwänke (Das Elixier des hochwürdigen Paters Gaucher), Geschichten im Stil von Volksmärchen (Herrn Seguins Ziege), aber auch tragische Ereignisse wie den Untergang der  Fregatte Sémillante.
- Erklärung (Avant-propos)
- Einzug (Installation)
- Die Postkutsche von Beaucaire (La Diligence de Beaucaire)
- Meister Cornilles Geheimnis (Le Secret de maître Cornille)
- Herrn Seguins Ziege (La Chèvre de monsieur Seguin)
- Die Sterne (Les Étoiles)
- Die Arlesierin (L’Arlésienne)
- Die Mauleselin des Papstes (La Mule du pape)
- Der Leuchtturm der Sanguinaires-Inseln (Le Phare des Sanguinaires)
- Der Todeskampf der „Sémillante“ (L’Agonie de la „Sémillante“)
- Die Zöllner (Les Douaniers)
- Der Pfarrer von Cucugnan (Le Curé de Cucugnan)
- Die Alten (Les Vieux)
- Balladen in Prosa (Ballades en Prose)

I. Der Tod des Kronprinzen (La Mort du Dauphin)
II. Der Landrat im Grünen (Le Sous-Préfet aux champs)
- Bixious Brieftasche (Le Portefeuille de Bixiou)
- Die Legende von dem Mann mit dem Goldhirn (La Légende de l’Homme à la Cervelle d’or)
- Der Dichter Mistral (Le Poète Mistral)
- Die drei stillen Messen (Les trois Messes basses)
- Die Orangen (Les Oranges)
- Die beiden Wirtshäuser (Les deux Auberges)
- In Miliana (A Milianah)
- Die Heuschrecken (Les Sauterelles)
- Das Elixier des hochwürdigen Paters Gaucher (L’Élixir du Révérend Père Gaucher)
- In der Camargue (En Camargue)

I. Der Aufbruch (Le Départ)
II. Die Hütte (La Cabane)
III. Auf dem Anstand (A L’Espère)
VI. Der Rote und der Weiße (Le Rouge et le Blanc)
V. Der Vaccarès-See (Le Vaccarès)
- Heimweh nach der Kaserne (Nostalgies de Caserne)

## Hintergrund
- Auf einer Anhöhe südlich des Ortes  Fontvieille steht die 1814 erbaute Mühle (beziehungsweise deren Rekonstruktion), die Daudet Anregung und Vorbild war. Er beschrieb sie als „Ruine, […] ein verfallendes Wrack aus Steinen, Eisen und alten Brettern, das man seit Jahren nicht mehr unter Wind gesetzt hatte“. Heute trägt sie den Namen des Schriftstellers und beherbergt ein kleines Museum.
- Der in den Briefen geschilderte Kauf und der Einzug sind frei erfunden. Alphonse Daudet wohnte – entgegen der Legende – nie in der Mühle und war auch nie der Eigentümer. Die Briefe schrieb der gebürtige Provençale in Clamart und in Paris.
- Daudet erarbeitete eine Bühnenfassung der Erzählung  Die Arlesierin; die Uraufführung des Schauspiels 1872 war ein Misserfolg. Georges Bizet hatte die Bühnenmusik dazu geschrieben, die er danach zur L’Arlésienne – Suite Nr. 1 für großes Orchester instrumentierte.
- 1954 entstand der französischsprachige Film Lettres  de mon moulin unter der Regie von Marcel Pagnol, der auch das Drehbuch dazu schrieb. Verfilmt wurden Die drei stillen Messen, Das Elixier des hochwürdigen Paters Gaucher und Meister Cornilles Geheimnis.